# El libro de honor
El libro de honor es un folleto que reúne varios textos congratulatorios y que se publicó en 1874 para celebrar la liberación de la ciudad española de Bilbao del asedio al que había estado sometida durante más de dos meses.

## Descripción
De sesenta y una páginas, lleva el subtítulo de «mensajes telegráficos y cartas de felicitación que ha recibido la villa de Bilbao con motivo del fausto y memorable acontecimiento de su liberación del asedio que en 1874 le pusieron las huestes carlistas». Como se indica en las primeras páginas, fue el ayuntamiento de la ciudad el encargado de mandarlo imprimir, «para perenne recuerdo y como satisfacción á sus nombres defensores». Vio la luz en el establecimiento de imprenta y litografía que Juan Eustaquio Delmas regentaba en la calle del Correo. «La liberacion de Bilbao ha sido aclamada en todos los pueblos de España con espontáneas y ardientes demostraciones del más puro y legítimo entusiasmo», se señala en el prefacio.